# Semidiós

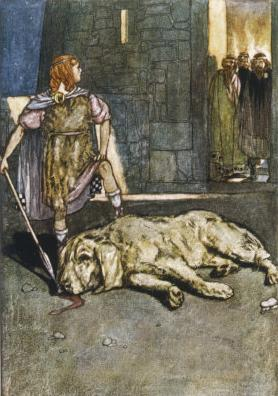
Cúchulainn, hijo del dios Lugh y Dectera, hermana del rey del Úlster, da muerte al perro de Culann.

El término semidiós se usa para describir la figura mitológica de un humano que es descendiente de un dios y un mortal.
En términos generales, es una especie de deidad menor, que puede ser mortal o inmortal derivado de su origen mitad dios y humano, o incluso puede ser una figura que ha alcanzado el estado divino después de la muerte.

## Semidioses griegos

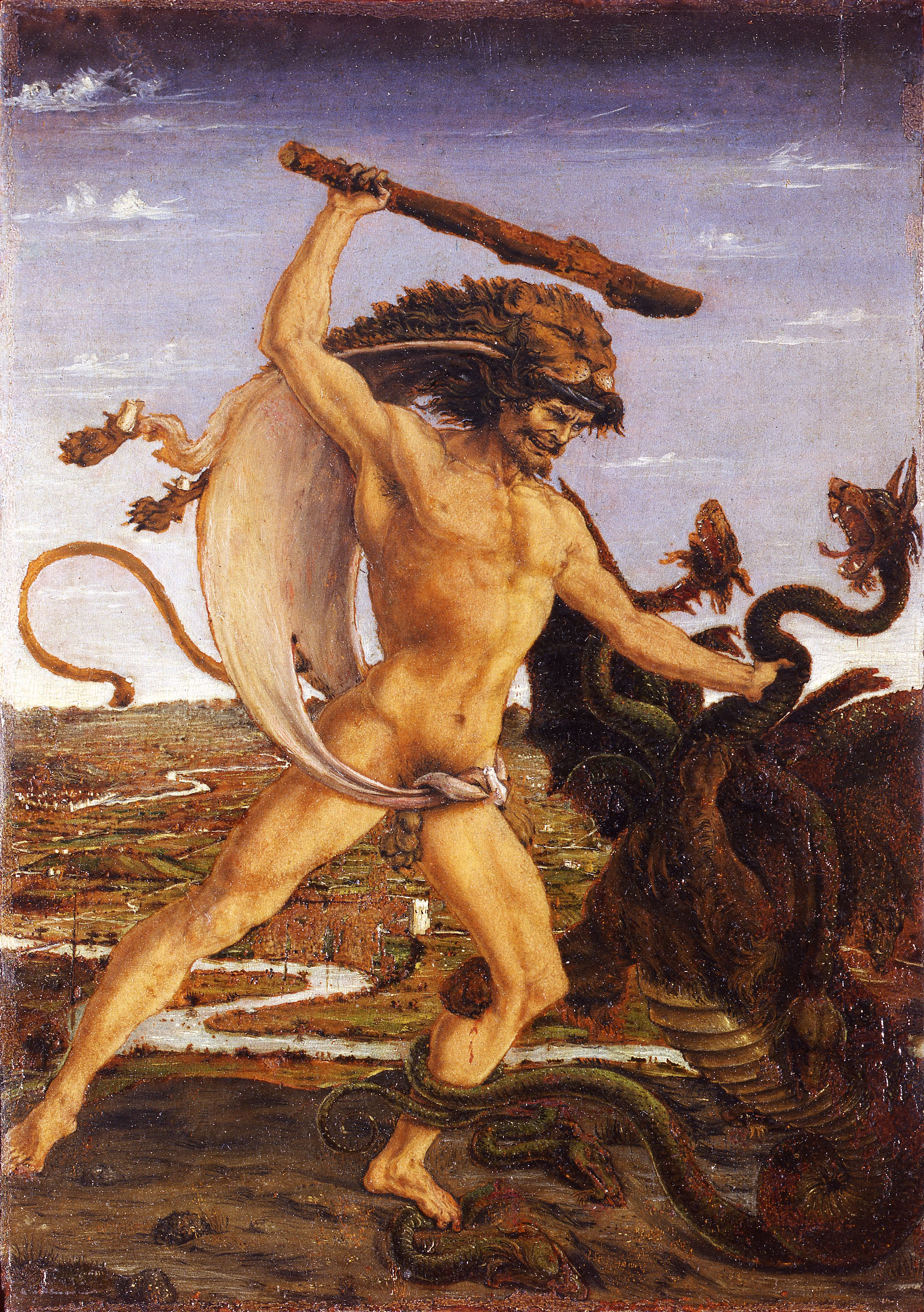
Semidios.

Parte de la naturaleza dual de los héroes griegos que dio lugar al concepto de semidiós es la doble paternidad que intervenía en su procreación, un tema recurrente, pues actuaban un mortal y una deidad. En efecto, la madre mortal del héroe puede yacer con ambos padres en la misma noche (Etra, madre de Teseo), o ser visitada secretamente por un dios (Dánae, madre de Perseo). Según se creía en la antigüedad, la semilla de la deidad, simbolizando el cielo, se mezclaba en el útero, simbolizando la madre tierra, y los hijos poseían parte de las cualidades divinas, como fortaleza y energía extraordinarias, poder cruzar el umbral de la vida y la muerte y regresar sin daño, o hacer de intermediarios tras la muerte, entre dioses y hombres.
Zeus fue el padre de muchos héroes, como resultado de sus devaneos amorosos. A estos héroes, tras la muerte se les concedían honores, especialmente entre aquellos griegos que reclamaban ser descendientes suyos, y que esperaban obtener protección y patronazgo de algún dios por su intercesión. La veneración de los héroes fue parte de los ritos ctónicos de la religión de la Antigua Grecia. Los semidioses eran mortales, aunque tenían preferencia sobre los hombres, y algunos poderes inusuales. La única excepción fue Heracles, que tras su muerte fue aceptado entre los dioses olímpicos, adquiriendo así una posición de privilegio.
Estructuralmente, los mitos narrativos de los héroes entran dentro del género de la novela.